# Constantin Lips
Constantin Lips (en grec : Κωνσταντίνος Λίψ) fut une personnalité byzantine de haut rang, ayant exercé la fonction d’amiral de la flotte. On ignore la date de sa naissance, mais on sait qu’il mourut le 20 aout 917 à la bataille d’Achialos contre les Bulgares. Il est surtout connu pour avoir fondé le couvent de Constantinople portant son nom (aujourd’hui, mosquée Fenari Isa).

## Biographie

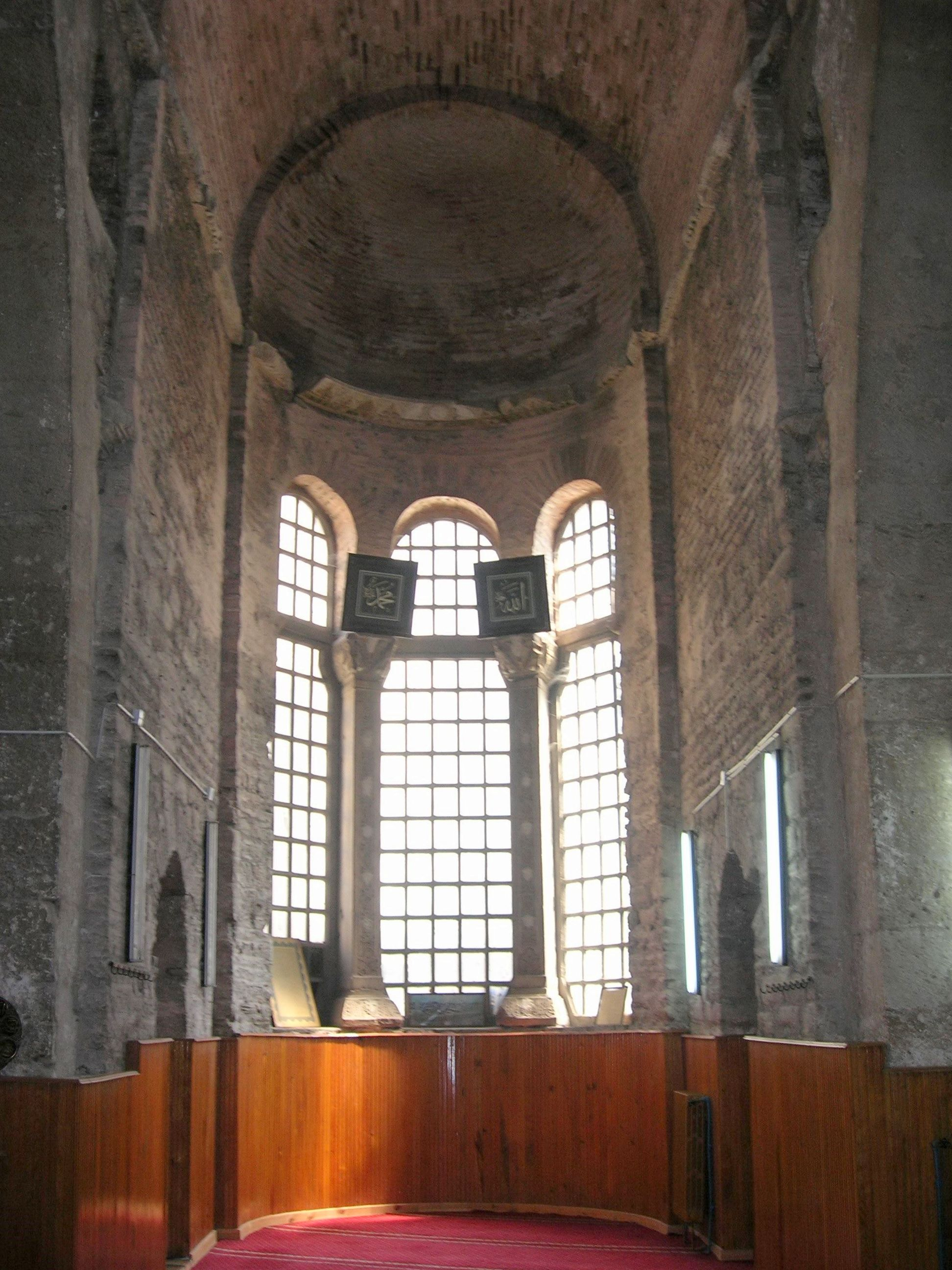
Intérieur de l’église de la Theotokos Panachrantos construite par Constantin Lips, aujourd’hui mosquée Fenari Isa.

On connait peu de choses sur la vie de Constantin Lips et ce que l’on sait prête à confusion et à interprétation. Il est avéré toutefois que, sous le règne de Léon VI le Sage (r. 886 – 912), il restaura un couvent à Mardosangaris (quartier de Constantinople) près de l’église des Saints-Apôtres que l’on identifie aujourd’hui avec la mosquée Fenari Isa sur la base des restes d’une inscription commémorant sa dédicace à la Theotokos Panachrantos. On fixe traditionnellement la date de la dédicace en 907/908,,.
Constantin Lips participa à la tentative de coup d’État du général Constantin Doukas visant à mettre ce dernier sur le trône à la place de l’héritier légitime encore enfant, Constantin VII Porphyrogénète (r. 913-959) en juillet 913, après le décès de l’empereur Alexandre (r. 912-913). À la suite de cette tentative avortée, de nombreux partisans de Constantin Doukas furent exécutés alors que d’autres s’enfuirent au nombre desquels Constantin Lips,,.
Il mourut le 20 aout 917 au cours de la bataille d’Achialos qui opposa les forces commandées par Romain Ier Lécapène, Léon Phokas et Jean Bogas à celles de l’empereur Siméon Ier de Bulgarie,,.
Des études récentes tendent à l’assimiler à deux autres personnes du même nom dont les activités auraient été malencontreusement post-datées.
La première de ces deux personnes est mentionnée par Constantin VII comme ayant détenu le rang de protospatharios et exercé la fonction de domestikos de l’hypourgia (un assistant de l’epi tes trapezes) pour être élevé plus tard (probablement à l’époque du coup manqué de 913) au rang de patrikios et de megas hetaireiarches,. Il servit également à maintes occasions comme ambassadeur auprès de Grégoire Ier, souverain de la principauté arménienne de Taron. Au terme de sa première ambassade, il revint à Constantinople avec le fils de Grégoire, du nom d’Ashot, lequel fut reçu par Léon VI qui lui conféra le titre de protospatharios. Lips raccompagna le jeune homme chez son père et en revint cette fois avec le frère de Grégoire (connu seulement par son nom arabe de Abu Ghanim), lequel reçut également le titre de protospatharios. Constantin raccompagna également celui-ci en Arménie. Au cours d’une nouvelle visite à Constantinople quelques années plus tard, il maria la fille de Constantin Lips. Lors d’une mission subséquente, Contantin Lips persuada Grégoire lui-même de se rendre en visite officielle à Constantinople où il fut reçu avec les plus grands honneurs, se voyant accorder la haute dignité de magistros et le titre de strategos de Taron. Après un séjour prolongé, il retourna en Arménie, également accompagné par Constantin Lips.
On trouve également la mention d’un Lips dans le «Patria de Constantinople », collection d'extraits d'historiens et de notices d'origines diverses, en majeure partie anonymes, qui ont été rassemblés en un recueil à la fin du Xe siècle. Celui-ci aurait eu le rang de patrikios et exercé la fonction de droungarios (amiral) de la flotte. Il aurait fondé un monastère et un hospice sous le règne de Constantin VII. Il est impossible toutefois de certifier hors de tout doute qu’il s’agit de la même personne,.
Constantin Lips eut un fils, le patrikios Bardas Lips, lequel fut impliqué dans une conspiration contre l’empereur Romain II (r. 959-963) en 962. Ce dernier fut aussi le dernier représentant connu de la famille Lips.

### Sources premières
- Léon le Grammairien, 280.7 – 14.
- Constantin VII Porphyrogénète. De administrando imperio, 43.42 – 76.
- Patria de Constantinople (en grec : Πάτρια Κονσταντινουπόλεως), édités par Leopold Preger sous le titre latin « Scriptores originum constantinopolitanarum ». Leipzig, I-II, 1901-1907.

### Sources secondaires
- Rodolphe Guilland, Recherches sur les institutions byzantines, vol. 1, Berlin, Adakemie-Verlag, 1967 (présentation en ligne).
- (en) Alexander Kazhdan et al., The Oxford Dictionary of Byzantium, New York et Oxford, Oxford University Press, 1991 (ISBN 978-0-19-504652-6).
- (de) Ralph-Johannes Lilie (en), Claudia Ludwig, Thomas Pratsch et Beate Zielke, Prosopographie der mittelbyzantinischen Zeit Online, De Gruyter, 2013 (DOI 10.1515/pmbz).
- (en) Alexander van Millingen (en), Byzantine Churches of Constantinople, Londres, Mac Millan & Company, 1912.
- (en) Mark Whittow (en), The Making of Byzantium, 600-1025, Berkeley et Los Angeles, University of California Press, 1996 (ISBN 0-520-20496-4).